# 三船美佳のずぼらぼ ズボラ生活研究所
『三船美佳のずぼらぼ ズボラ生活研究所』（みふねみかのずぼらぼ ズボラせいかつけんきゅうじょ）は、2006年4月からBIGLOBEストリームで配信されていた教養番組である。2010年からはGYAO!で配信されていた。2023年3月にGYAOの配信サービスは終了した。既に動画配信サービスや「GYAO!ストア」は3月31日にサービスを終了しており、名実ともにGYAOは消滅する。一部の地上波テレビ局でも放送されていた。

## 概要
タレント・女優であると同時に主婦（高橋ジョージ夫人）でもある三船美佳が、主婦の知恵を生かした裏技や節約術を披露する番組。三船はパペット人形のキャラクターとともに番組を進行。人形の名前は、三船の娘の名前をもじった「レオン」である。レオンの声とナレーションは山本圭子が担当している。

## 放送局
| 放送対象地域   | 放送局             | 系列           | 放送日時                                                 | 放送期間                                                                   |
| -------------- | ------------------ | -------------- | -------------------------------------------------------- | -------------------------------------------------------------------------- |
| 近畿広域圏     | 関西テレビ         | フジテレビ系列 | 土曜 06:05 - 06:30                                       | 不明 - 2007年9月15日                                                       |
| 鹿児島県       | 南日本放送         | TBS系列        | 月曜 14:55 - 15:20                                       | 不明 - 2007年10月8日                                                       |
| 石川県         | 石川テレビ         | フジテレビ系列 | 金曜 10:00 - 10:25                                       | 2007年9月21日 - 2007年10月26日 2008年2月22日 - 2008年4月4日                |
| 大分県         | 大分朝日放送       | テレビ朝日系列 | 不定期放送                                               | 2007年9月30日 - 2011年3月5日                                               |
| 青森県         | 青森放送           | 日本テレビ系列 | 火曜 09:55 - 10:20                                       | 2007年10月2日 - 2008年3月18日                                              |
| 岡山県・香川県 | 岡山放送           | フジテレビ系列 | 火曜 14:05 - 14:35 木曜 14:36 - 15:00 金曜 15:06 - 15:31 | 2007年10月2日 - 2007年12月18日 2008年1月10日 - 2008年3月27日 2008年3月28日 |
| 岩手県         | 岩手めんこいテレビ | フジテレビ系列 | 不定期放送                                               | 2007年11月23日 - 2008年1月26日                                             |
| 島根県・鳥取県 | 日本海テレビ       | 日本テレビ系列 | 不定期放送                                               | 2007年11月23日 - 2008年5月1日                                              |
| 福島県         | 福島中央テレビ     | 日本テレビ系列 | 月曜 14:55 - 15:22                                       | 2008年4月7日 - 2008年4月21日                                               |
| 広島県         | 中国放送           | TBS系列        | 不定期放送                                               | 2009年2月25日 - 2009年9月24日                                              |
| 東京都         | TOKYO MX           | 独立局         | 木曜 09:05 - 09:30                                       | 2012年4月5日 - 2012年9月13日                                               |

## スタッフ
- 企画・プロデューサー：山守文雄

## 関連メディア

### 書籍
- 三船美佳のずぼらぼ ズボラ生活研究所 ミカリンの暮らしの「スゴ技」「ウラ技」大公開! （2006年11月17日発売、出版社：主婦と生活社、ISBN 978-4-391-13356-1）

### DVD
- 三船美佳のずぼらぼ 暮らしに役立つ愛のスゴ技。（2006年12月8日発売、発売元：ザ・ワークス、販売元：THE FREEMALL）
- 三船美佳のずぼらぼ 暮らしに役立つ恋のスゴ技。（2006年12月8日発売、発売元：ザ・ワークス、販売元：THE FREEMALL）